# Vận tốc nhóm

Vận tốc nhóm của sóng là vận tốc mà biên độ của sóng di chuyển trong không gian. Vận tốc nhóm được cho bởi mối liên hệ:
{\displaystyle v_{g}={\frac {\partial w}{\partial k}}\,}
- ω là tần số góc của sóng.
- k là số sóng hay độ lớn của vectơ sóng.

Vận tốc nhóm của sóng biểu diễn sự truyền đi của năng lượng hay thông tin mang bởi sóng đó.
Hàm ω(k) diễn tả sự biến đổi của tần số góc theo k, được gọi là mối quan hệ của sự tán sắc. Nếu ω tỷ lệ thuận với k, vận tốc nhóm bằng vận tốc pha. Ví dụ như đối với sóng điện từ trong chân không mối quan hệ tán sắc có dạng ω(k) = kc, với c là vận tốc ánh sáng trong chân không. Trong trường hợp ngược lại, biên độ của sóng sẽ bị biến dạng dần dần theo sự truyền đi, đây chính là sự tán sắc. Sự tán sắc này là do sự phụ thuộc của vận tốc nhóm vào bước sóng. Trong truyền thông bằng sợi quang học, tán sắc là một vấn đề quan trọng.
- Vận tốc pha
- Sự tán sắc
- Phương trình truyền sóng